# 陀洹国
陀洹国，又作陁洹国、真陀洹、真陁洹、耨陀洹、褥陀洹等。
陀洹国在林邑西南大海中，东南与堕和罗国相接，距离交趾有三个多月的路程。陀洹宾服堕和罗。他的国王姓察失利，字婆末婆那。当地没有蚕桑，以白毡朝霞布作为衣服。风俗都是以楼而居，称之为“干栏”。贞观十八年，陀洹遣使朝贡唐朝。贞观二十一年，又遣使献白鹦鹉、婆律膏，请求马匹、铜钟，唐太宗下诏给他们。多蔑在大海之北，南至海，西俱游国，北波剌国，东真陀洹国。陀洹之地在今缅甸东南，一说指土瓦，一说指仰光，也有的认为指卑谬。真腊多次与林邑及陀洹战争。一般认为真陀洹、耨陀洹、乾陀洹等均即陀洹、陀桓的异名。《太平寰宇记》卷177记载“褥陀洹国，在火罗西北”。应为耨陀洹之讹。

## 延伸阅读
[在维基数据编辑]
 《舊唐書·卷197》，出自刘昫《舊唐書》